# Sussex (Nueva Jersey)
Sussex es un borough ubicado en el condado de Sussex en el estado estadounidense de Nueva Jersey. En el año 2010 tenía una población de 2,130 habitantes y una densidad poblacional de 1,331 personas por km².

## Geografía
Sussex se encuentra ubicado en las coordenadas 41°12′35″N 74°36′29″O / 41.20972, -74.60806.

## Demografía
Según la Oficina del Censo en 2000 los ingresos medios por hogar en la localidad eran de $36,172 y los ingresos medios por familia eran $45,250. Los hombres tenían unos ingresos medios de $37,009 frente a los $22,475 para las mujeres. La renta per cápita para la localidad era de $18,866. Alrededor del 11% de la población estaba por debajo del umbral de pobreza.